# Manifestolibri
La casa editrice manifestolibri è stata fondata nel 1991, all'interno delle iniziative editoriali aggiuntive del quotidiano il manifesto.
Le sue pubblicazioni riguardano soprattutto tematiche di storia, politica, filosofia, antropologia, sociologia ma anche occasionali incursioni nel fantastico con un catalogo che ha raggiunto la consistenza di circa 600 titoli negli anni 2010.
La distribuzione, sul territorio nazionale, è affidata alla Messaggerie Libri Spa, a cui si affianca un canale parallelo di vendita diretta che si serve della visibilità sulle pagine del quotidiano il manifesto e della partecipazioni a manifestazioni politiche e culturali.
Tra gli autori pubblicati figurano intellettuali come Toni Negri, Slavoj Žižek, John Holloway, Giovanni Arrighi, Immanuel Wallerstein, Augusto Illuminati, Stefano Petrucciani. 
Sono state pubblicate opere sia di collaboratori storici del quotidiano come Giuliana Sgrena, Luigi Pintor, Rossana Rossanda, Lucio Magri che di attuali collaboratori come Benedetto Vecchi, Simone Pieranni, Roberto Ciccarelli, Marco Bascetta, Tommaso Di Francesco.